# Lerchenfeld
 Ikke at forveksle med Lerkenfeldt.
Lerchenfeld er en lille hovedgård, som er dannet i 1787 af Georg Flemming Lerche til Lerchenborg Gods. Gården ligger i Vor Frue Sogn (Kalundborg Kommune). Hovedbygningen er opført i 1915
Lerchenfeld Gods er på 343,1 hektar

## Ejere af Lerchenfeld
- (1787-1792) Georg Flemming Lerche
- (1792-1800) Adolph Christian Windersleff
- (1800-1805) Friderich Christian Agre / Ole Rasmussen
- (1805-1809) Hans Henrich Freiesleben
- (1809-1811) Niels Giersing / Peter Rudolph Wilhelm Mariboe
- (1811-1845) Christian Rothe
- (1845-1846) Carl Rothe
- (1846-1847) Christian von Barner
- (1847-1854) Søren Larsen
- (1854-1914) Emil Holm
- (1914-1919) August Bang
- (1919-1928) Ove Frederik Gustav Rostgaard von der Maase
- (1928-1946) Anton Peter Poulsen
- (1946-1970) E.M. Clausen
- (1970- ?  ) Johan Clausen
- ( ?  -1998) Lars Beckvard
- (1998-) Jens Holm / Søren Holm